# Rhytidocaulon elegantissimum
Rhytidocaulon elegantissimum är en oleanderväxtart som beskrevs av Hanácek, Cicánek. Rhytidocaulon elegantissimum ingår i släktet Rhytidocaulon och familjen oleanderväxter. Inga underarter finns listade i Catalogue of Life.